# اوزارک (آرکانزاس)
اوزارک، آرکانزاس (به انگلیسی: Ozark, Arkansas) یک شهر در ایالات متحده آمریکا با جمعیت ۳٬۵۲۵ نفر است که در آرکانزاس واقع شده‌است.

## موقعیت جغرافیایی
موقعیت جغرافیایی شهرها و مناطق اطراف به شرح زیر است: